# جوزيف دي تشيارا
جوزيف دي تشيارا هو لاعب كرة قدم كندي في مركز الوسط، ولد في 30 يناير 1992 في تورونتو في كندا. شارك مع منتخب كندا تحت 20 سنة لكرة القدم ومنتخب كندا تحت 23 سنة لكرة القدم. أما مع النوادي، فقد لعب مع توربيدو موسكو وكريليا سوفيتوف سامارا ونادي كيكسكيميت.

## وصلات خارجية
- جوزيف دي تشيارا على موقع قاعدة بيانات كرة القدم.إي يو (الإنجليزية)
- جوزيف دي تشيارا على موقع Soccerway.com (الإنجليزية)